# Asus Padfone

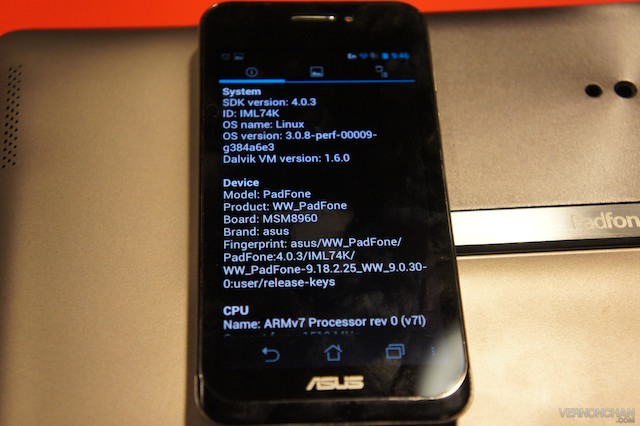
Image d'un asus Padfone

Le Padfone est un produit de la marque taïwanaise Asus sous Android. C'est une phablette conçue également pour s’encastrer dans une tablette, elle-même combinable avec un clavier pour recomposer un Eee Pad Transformer.
Il s’agit d’un terminal avec un écran de taille smartphone capable de faire fonctionner une dalle tactile de 10,1 pouces en se glissant à l’intérieur de cette dernière. C'est davantage un téléphone qui peut se transformer en tablette (avec un stylet mais qui n’est pas fourni avec ce pack). Il est donc également possible d’y brancher un dock clavier pour avoir une phablette, une tablette et un netbook.

## Caractéristiques

### Padfone 1 (2012)
- OS : Android 4.0
- Écran capacitif 10,1 pouces (Padfone Station) et écran capacitif de 4,3 pouces (Padfone)
- Mémoire interne : 16 Go
- Wi-Fi 802.11 b/g/n et Bluetooth 4.0

### Padfone 2 (2012)
- OS : Android 4.1
- Écran capacitif 10,1 pouces (Padfone Station) et écran capacitif de 4,7 pouces (Padfone)
- Mémoire interne : 16 Go
- Wi-Fi 802.11 b/g/n et Bluetooth 4.0

### New PadFone A86 (2013)
- OS : Android 4.2
- Écran capacitif 10,1 pouces (Padfone Station) et écran capacitif de 5 pouces (Padfone)
- Mémoire interne : 16 Go
- Wi-Fi 802.11 b/g/n et Bluetooth 4.0